# Niophis
Niophis is een kevergeslacht uit de familie van de boktorren (Cerambycidae). De wetenschappelijke naam van het geslacht werd voor het eerst geldig gepubliceerd in 1867 door Bates.

## Soorten
Niophis omvat de volgende soorten:
- Niophis antennata (Martins, Chemsak & Linsley, 1966)
- Niophis aper (Germar, 1824)
- Niophis bucki Martins & Monné, 1973
- Niophis coptorhina Bates, 1867
- Niophis neotropica (Martins, 1961)
- Niophis picticornis (Martins, 1964)
- Niophis rufula (Gounelle, 1909)